# مدل احتمال ارزیابی
مدل احتمال ارزیابی
مدل یا نظریهٔ احتمالِ ارزیابی، یکی از نظریه‌های دو-فرایندی در بارهٔ متقاعدسازی است. طبق این نظریه، وقتی که حالت انگیزشی مردم در سطح بالایی قرار دارد (یعنی، هنگامی که یک پیام متقاعدکننده، برای آن‌ها معنا یا اهمیت شخصی و خاصی دارد) و هنگامی که آنان مهارت‌ها یا دانش لازم برای ارزیابی این اطلاعات را دارند، "احتمال" این که آن پیام را با دقت ارزیابی و موشکافی کنند (“elaborate” کنند)، بیشتر است. این نظریه را ریچارد پتی و جان کاچیوپو طرح و بسط داده‌اند.
هنگامی که احتمال ارزیابی، زیاد است، تغییر نگرش از طریق یک گذرگاه اصلی در پردازش اطلاعات روی می‌دهد که در آن، مردم روی محرک‌هایی که به محتوای پیام ربط دارند، تمرکز می‌کنند. برای مثال، یک مناظرهٔ سیاسی زنده در تلویزیون را در نظر بگیرید. فرض کنید که تماشاچیان بسیار حواسشان جمع است، در بارهٔ مسائل مورد بحث، اطلاعات زیادی دارند و علاقه دارند بدانند که عقاید دو طرف بحث، چیست. تحت چنین شرایطی، احتمال ارزیابی زیاد است و تغییر نگرش محتملا از طریق گذرگاه اصلی روی می دهد. گذرگاهی که از طریق آن، تماشاچیان با دقت بحث‌های مطرح شده از سوی دو کاندیدای ریاست جمهوری را ارزیابی می‌کنند. اما اگر تماشاچیان حواسشان به جای دیگری پرت باشد، خسته باشند، یا به مسائل مطرح شده، علاقه‌ و آگاهی نداشته باشند، احتمال این که با دقت پیام هر یک از دو کاندیدا را ارزیابی کنند، اندک است. احتمال این که تحت چنین شرایطی تغییر نگرش روی دهد، معمولاً بر اساس محرک‌های فرعی (پیرامونی) قرار دارد که به‌طور مستقیم با محتوای پیام کاندیداها ربطی ندارند (مثلاً، خوش قیافه بودن یکی از کاندیداها). به عبارتی دیگر، احتمال دارد که تماشاچیان، ترغیب شوند تا از عقاید کاندیداهای ریاست جمهوری، بر اساس قیافهٔ و تیپ آن‌ها طرفداری کنند و نه بر اساس موضع‌گیری آن‌ها در قبال مسائل اجتماعی و سیاسی مختلف. تبلیغات کنندگان تجاری، معمولاً از گذرگاه فرعی در تغییر نگرش استفاده می‌کنند به این ترتیب که از ستارگان ورزش می‌خواهند تا سخنگوی تبلیغاتی یک کالای ورزش یا حتی غیرورزشی باشند. افراد مشهوری که به تبلیغات یک کالا می‌پردازند، حتی مجبور نیستند در بارهٔ خصوصیات متمایز کالای مورد نظر حرف بزنند. کافی است که آن‌ها از آن کالا استفاده کنند، آن را بپوشند، یا به خود آویزان کنند، و همین کار می‌تواند پیامی را که تبلیغات چی‌ها دوست دارند به مردم برساند.

## گذرگاه اصلی به متقاعدسازی
همانطور که در بالا گفتیم، فرایند متقاعدسازی زمانی از گذرگاه اصلی عبور می‌کند که فرد، به‌طور ذهنی، به پیام متقاعدکننده پاسخ می‌دهد و آن را ارزیابی می‌کند. گذرگاه اصلی به متقاعد سازی، فقط زمانی در پیش گرفته می‌شود که فرد انگیزه دارد تا در پاسخ به محتوای جوهری یک پیام، افکاری در ذهنش به وجود آورد، و توانایی و فرصت این کار را دارد. این افکار می‌توانند در بارهٔ خود محتوای پیام یا در بارهٔ دیگر جنبه‌های رویداد یا موقعیت باشند (مثلاً، در بارهٔ میزان قابل باور بودن پیام دهنده). اگر پیام مورد نظر، باعث فعال شدن یا به وجود آمدن افکاری شود که از موضع‌گیری پیام دهنده حمایت می‌کنند، فرد به طرف آن موضع حرکت می‌کند. اگر پیام صادره، باعث ایجاد افکاری شود که از موضع‌گیری فرد پیام دهنده حمایت نمی‌کنند (مثلاً، حرف‌ها و برهان‌های متضاد یا افکار منفی در بارهٔ فرد پیام دهنده)، فرد متقاعد نخواهد شد و حتی از مواضعی که پیام دهنده از آن‌ها دفاع می‌کند، دور می‌شود.
تعدادی تحقیقات توانسته‌اند شواهدی دال بر این موضوع ارائه دهند که تفکر ارادی باعث می‌شود تا گذرگاه اصلی به متقاعد سازی، باز شود. در یکی از این تحقیقات، هر یک از آزمودنی‌ها یک مقاله حاوی چند بحث یا برهان در بارهٔ یک موضوع مجادله‌آمیز می‌خواند، و بعد، واکنش خود را در یک جمله در مقابل هر یک از بحث‌ها یا برهان‌ها می‌نوشت. یک هفته بعد، بدون مقدمه، به آزمودنی‌ها یک تست حافظه داده شد و در آن، از آن‌ها خواسته شد تا هم بحث‌ها و برهان‌های قید شده در مقالات را به خاطر بیاورند و هم پاسخ‌های مکتوبی را که به هر یک از آن‌ها داده بودند. عقاید آزمودنی‌ها دو بار مورد سنجش قرار گرفت: یک بار قبل از خواندن مقالات، و بار دیگر، به هنگام تست حافظه. نتایج نشان داد که مقدار "تغییر عقیدهٔ" ناشی از خواندن مقاله‌ها، به هر دوی این موارد بستگی دارد: مقدار حمایت واکنش‌های آزمودنی‌ها از مقاله، و میزان به یادآوری واکنش‌ها. جالب اینجا بود که این موضوع، به میزان به یاد آوری خود مقاله، رابطهٔ مستقیم نداشت. این آزمایش، علاوه بر این که گذرگاه اصلی به متقاعدسازی را اثبات می‌کند، این موضوع را نیز نشان می‌دهد که تغییر عقیده، معمولاً با حافظهٔ فرد از بحث‌هایی که منجر به این تغییر عقیده شده‌است، ارتباطی ندارد. به نظر می‌رسد که گذرگاه اصلی به متقاعدسازی را می‌توان نوعی "خود-متقاعدسازی " دانست که عامل تشکیل دهندهٔ آن، افکاری هستند که به هنگام خواندن، گوش دادن، یا حتی حدس زدن این که چه چیزی می‌خواهد گفته شود، به ذهن فرد می‌رسند. آن افکار معمولاً از خود پیام مهم‌تر و تأثیرگذارتر می‌شوند.

## گذرگاه فرعی به متقاعدسازی
متقاعدسازی زمانی از گذرگاه فرعی عبور می‌کند که فرد به محرک‌های بی ارتباط با محتوای پیام توجه می‌کند (مثلاً، صرفاً به تعداد برهان‌هایی که در آن وجود دارد)، یا به محیط پیرامون پیام (مثلاً، قابل باور بودن فرد پیام‌رسان یا خوشایند و زیبا بودن محیطی که فرد در آن پیام می رساند). گذرگاه پیرامونی زمانی در پیش گرفته می‌شود که فرد، به هر دلیلی، نمی‌تواند یا نمی‌خواهد تلاش ذهنی یا فکری لازم برای ارزیابی دقیق محتوای پیام را انجام دهد.
شرطی‌سازی کلاسیک یکی از ابتدایی‌ترین روش‌ها برای تغییر نگرش از طریق گذرگاه فرعی است. کسانی که کالاهای تجاری تبلیغات می‌کنند، از شرطی‌سازی کلاسیک خیلی زیاد استفاده می‌کنند و برای این کار، به‌طور مکرر، یک کالای خنثی یا ناشناخته را با یک تصویر یا یک ایده، که می‌تواند احساسات مثبت به وجود آورد (مثلاً، افراد مشهور یا جذاب، یا یک منظرهٔ زیبا)، همراه (جفت) می‌سازند. از طریق شرطی‌سازی کلاسیک (نوعی گذرگاه فرعی به متقاعدسازی)، کسانی که به تبلیغات نگاه می‌کنند، اصولاً باید نگرش‌های مثبتی نسبت به کالای جدید به وجود آورند.
یک گذرگاه فرعی دیگر به متقاعد سازی، به هیوریستیک‌ها (میانبرهای ذهنی) مرتبط است یعنی، برای استنباط میزان اعتبار پیام‌های متقاعدکننده، به هیوریستک‌ها نیاز است. به این موضوع، مدل یا نظریهٔ پردازش هیوریستیک و سیستماتیک می گویند که یکی دیگر از نظریه‌های دو-فرایندی در زمینهٔ متقاعدسازی است. طبق این نظریه، تغییر نگرش را می‌توان با دو نوع فرایند مختلف از پردازش اطلاعات به وجود آورد: پردازش هیوریستیک، و پردازش سیستماتیک. پردازش سیستماتیک تا اندازه‌ای شبیه به گذرگاه اصلی است زیرا در آن، فرد به محتوای پیام دقت می‌کند و به آن زیاد فکر می‌کند. این نوع پردازش به احتمال بیشتر، زمانی مورد استفاده قرار می‌گیرد که پیام‌ها، اهمیت یا مناسبت شخصی برای فرد گیرندهٔ پیام دارند، هنگامی که فرد، از قبل، نگرش‌هایی قوی نسبت به موضوع پیام دارد، و هنگامی که فرد بشدت نیاز دارد که فعالیت ذهنی انجام دهد.
پردازش هیوریستیک شبیه به گذرگاه فرعی است، زیرا به تلاش ذهنی و توجه نسبتاً اندکی نیاز دارد. افرادی که به یک پیام ترغیب‌کننده زیاد علاقه‌مند نیستند (یا در بارهٔ آن زیاد اطلاعات ندارند)، از هیوریستیک‌های ساده استفاده می‌کنند (مثلاً، "آمار که دروغ نمی‌گویند"، "هر چه باشد طرف متخصص است"، یا "آدم‌هایی مثل من همیشه حق دارند یا حرف صحیح را می‌زنند").